# Opernbesetzungen der Salzburger Festspiele 1935 bis 1937

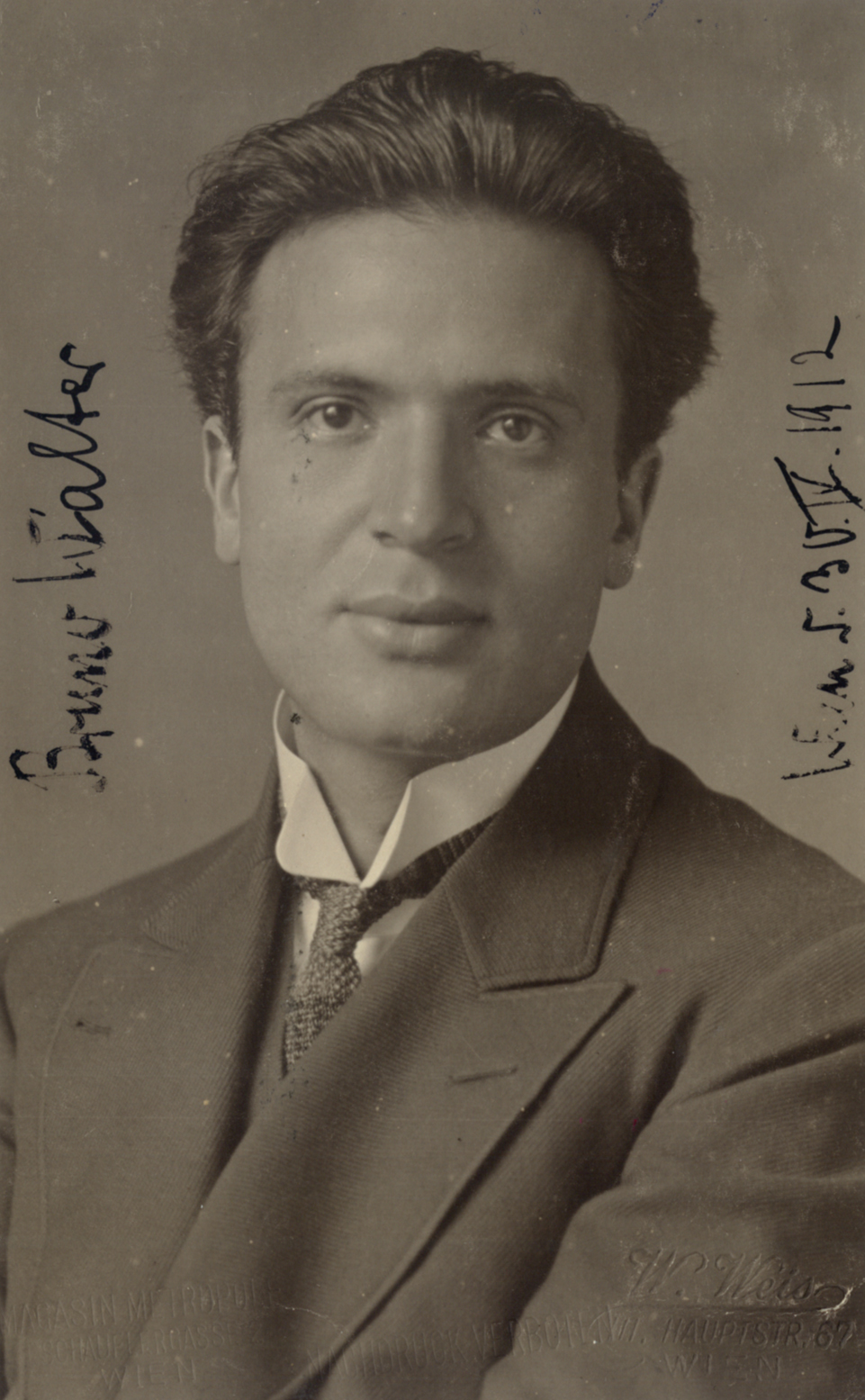
Bruno Walter

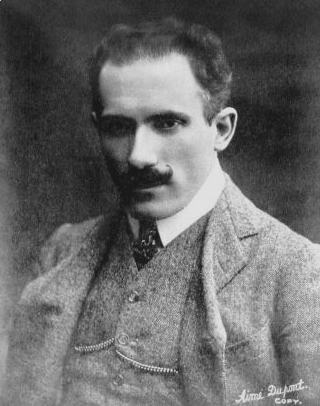
Arturo Toscanini

Die Opernbesetzungen der Salzburger Festspiele 1935 bis 1937 umfassen alle Neuproduktionen der Salzburger Festspiele in den Jahren 1935 bis 1937, in welchen die Festspiele von den Dirigenten Arturo Toscanini und Bruno Walter geprägt wurden. Beide waren überzeugte Antinationalsozialisten und positionierten das Festival als Ort der Internationalität und der Humanität. Diese Periode endete mit der Annexion Österreichs durch das Deutsche Reich im März 1938. Toscanini verweigerte daraufhin seine Rückkehr nach Salzburg, Walter war zur Emigration gezwungen.

## Neuinszenierungen
Die Jahre 1935 bis 1937 waren besonders erfolgreiche für die Salzburger Festspiele. Die Zahl verkaufter Festspielkarten stieg von 53 % im Jahr 1934 auf 89 % im Jahr 1937. Jedes Jahr dirigierte Toscanini Beethovens Freiheitsoper Fidelio und eine aufwändige Neuinszenierung, die alljährlich aufgrund ihrer hohen Kosten die Salzburger Verantwortlichen aufs Neue in Furcht und Schrecken versetzte. Die Wahl der Werke erfolgte diktatorisch durch ihn allein: 1935 entschied er, er wolle Verdis Spätwerk Falstaff vorstellen. Ein Tabubruch und die erste Verdi-Produktion der Geschichte der Festspiele. 1936 positionierte er Salzburg mit seiner Neuproduktion der Meistersinger von Nürnberg als Anti-Bayreuth und bestand darauf, dass Wagners Werke der Weltkultur gehörten und nicht den Nationalsozialisten. (Die Meistersinger waren Hitlers Lieblingsoper.) Der spätere Festspiel-Präsident Josef Kaut kritisierte in der Retrospektive von 1982 Toscaninis Entscheidung als „mehr eine politische Demonstration als künstlerisch begründet“. 1937 schließlich präsentierte er Mozarts zentrale Oper Die Zauberflöte, eine Produktion, die zwar musikalisch durchaus unausgegoren war, dennoch mit hoher Zustimmung von Presse und Publikum aufgenommen wurde.
Bruno Walter war einer der wenigen Dirigenten, die von Toscanini – trotz des unterschiedlichen Stils – im hohen Maß geschätzt wurden. Auch er erweiterte das Salzburger Repertoire und hatte dort schon 1930 und 1931 zwei Gluck-Opern vorgestellt: Iphigénie en Aulide und Orfeo ed Euridice. 1936 dirigierte er eine Neuinszenierung der Gluck'schen Orpheus-Vertonung. Ansonsten konzentrierte er sich auf zentrale Werke Mozarts, Don Giovanni, Die Entführung aus dem Serail und Le nozze di Figaro. Und er präsentierte in Salzburg erstmals Wolfs Der Corregidor und Webers Euryanthe, zwei selten gespielte, aber gut in die Programmatik passende Werke. Betreffend Wagner teilte Walter die Meinung Toscaninis und bestand auf Wiederaufnahmen der großen Liebesoper Tristan und Isolde in Salzburg, mit einer exzellenten Besetzung, angeführt von Anny Konetzni und Josef Kalenberg.

## 1935
| Die Entführung aus dem Serail von Johann Gottlieb Stephanie und Wolfgang Amadeus Mozart – 12., 21. und 29. August |                                                                                  | | |
| Wiener Philharmoniker Wiener Staatsopernchor Bruno Walter                                                         | Herbert Graf Oskar Strnad Bühnenbild                                             | Margherita Perras Konstanze Margit Bokor/Lotte Schöne Blondchen                                                                 | Alfred Muzzarelli Bassa Selim Charles Kullmann Belmonte William Wernigk Pedrillo Berthold Sterneck/Ludwig Hofmann Osmin                         |
| Falstaff und Arrigo Boito und Giuseppe Verdi – 29. Juli, 3., 17. und 26. August                                   |                                                                                  | | |
| Wiener Philharmoniker Wiener Staatsopernchor Arturo Toscanini                                                     | Guido Salvini Robert Kautsky, Ladislaus Czettel Margarete Wallmann Choreographie | Maria Caniglia/Dusolina Giannini Mrs. Alice Ford Edith Mason Nannetta Angelica Cravcenco Mrs. Quickly Mita Vasari Mrs. Meg Page | Mariano Stabile Sir John Falstaff Piero Biasini Ford Dino Borgioli Fenton Angelo Badà Dr. Cajus Giuseppe Nessi Bardòlfo Fernando Autori Pistòla |

Wiederaufnahmen
- Così fan tutte, Dir. Felix von Weingartner – 5. und 19. August
- Don Giovanni, Dir. Bruno Walter – 1., 8., 15., 23. und 28. August
- Fidelio, Dir. Arturo Toscanini – 7., 14., 24. und 31. August
- Le nozze di Figaro, Dir. Felix von Weingartner – 13. und 30. August
- Der Rosenkavalier, Dir. Josef Krips – 30. Juli, 9. und 27. August
- Tristan und Isolde, Dir. Bruno Walter – 27. Juli

## 1936
| Orfeo ed Euridice von Ranieri de’ Calzabigi und Christoph Willibald Gluck – 1. und 17. August |                                                      | | |
| Wiener Philharmoniker Wiener Staatsopernchor Bruno Walter                                     | Margarete Wallmann Robert Kautsky, Ladislaus Czettel | Kerstin Thorborg Orfeo Jarmila Novotná Euridice Margit Bokor Amor Dora Komarek Seliger Geist                                                                           | |
| Die Meistersinger von Nürnberg von Richard Wagner – 8., 14., 18. und 22. August               |                                                      | | |
| Wiener Philharmoniker Wiener Staatsopernchor Arturo Toscanini                                 | Herbert Graf Robert Kautsky, Willi Bahner            | Lotte Lehmann Eva Kerstin Thorborg Magdalena | Hans Hermann Nissen Hans Sachs Herbert Alsen Veit Pogner Georg Maikl Kunz Vogelsang Rolf Telasko Konrad Nachtigall Hermann Wiedemann Sixtus Beckmesser Viktor Madin Fritz Kothner Anton Dermota Balthasar Zorn Eduard Fritsch Ulrich Eißlinger Hermann Gallos Augustin Moser Alfred Muzzarelli Hermann Ortel Carl Bissuti Hans Schwarz/Ein Nachtwächter Karl Ettl Hans Foltz Charles Kullmann Walther von Stolzing Richard Sallaba David Wolf Daucha, Marie Eder, Ludwig Fleck, Josef Fruchter, Lucy Haupt, Martha Karl, Marie Langhans, Erich Majkut, Matthias Oswald, Hans Rosenberg, Oskar Schweiberer, Otto Zuzan Lehrbuben |
| Der Corregidor von Rosa Mayreder und Hugo Wolf – 11. und 21. August                           |                                                      | | |
| Wiener Philharmoniker Wiener Staatsopernchor Bruno Walter                                     | Lothar Wallerstein Robert Kautsky, Ladislaus Czettel | Kerstin Thorborg Donna Mercedes Jarmila Novotná Frasquita, Gattin des Müllers Polly Batic Duenna, im Dienste des Corregidors Bella Paalen Manuela, Magd bei Juan Lopez | Gunnar Graarud Don Eugenio de Zuniga, Corregidor Carl Bissuti Juan Lopez, Alkalde William Wernigk Pedro, dessen Sekretär Nicola Zec Tonuelo, Gerichtsbote Ludwig Hofmann Repela, Diener des Corregidors Alfred Jerger Tio Lukas, Müller Hermann Gallos Ein Nachbar Alfred Muzzarelli Ein Nachtwächter |

Wiederaufnahmen
- Così fan tutte, Dir. Felix von Weingartner – 29. Juli und 25. August
- Don Giovanni, Dir. Bruno Walter – 28. Juli, 4., 13. und 24. August
- Falstaff, Dir. Arturo Toscanini – 31. Juli, 10., 20. und 26. August
- Fidelio, Dir. Arturo Toscanini – 25. Juli, 5., 16. und 31. August
- Le nozze di Figaro, Dir. Felix von Weingartner – 27. Juli und 29. August
- Tristan und Isolde, Dir. Bruno Walter – 27. August

## 1937
| Die Zauberflöte von Emanuel Schikaneder und Wolfgang – 30. Juli, 7., 16. und 31. August       | | | |
| Wiener Philharmoniker Wiener Staatsopernchor Arturo Toscanini                                 | Herbert Graf Hans Wildermann Bühnenbild                                                                   | Júlia Osváth Königin der Nacht Jarmila Novotná Pamina Hilde Konetzni Erste Dame Stefania Fratnik Zweite Dame Kerstin Thorborg Dritte Dame Dora Komarek Papagena                        | Alexander Kipnis Sarastro Helge Roswaenge Tamino Willi Domgraf-Fassbaender Papageno Alfred Jerger Sprecher Richard Sallaba Priester William Wernigk Monostatos Anton Dermota, Carl Bissuti Zwei Geharnischte Kurt Pech, Albert Feuhl, Fritz Mascha Drei Knaben Hugo Lindinger, Harry Horner, Eduard Fritsch Drei Sklaven |
| Le nozze di Figaro von Lorenzo Da Ponte und Wolfgang Amadeus Mozart – 11., 19. und 30. August | | | |
| Wiener Philharmoniker Wiener Staatsopernchor Bruno Walter                                     | Lothar Wallerstein Alfred Roller Margarete Wallmann Choreographie                                         | Aulikki Rautawaara Contessa d'Almaviva Esther Réthy Susanna Angelica Cravcenco Marcellina Jarmila Novotná Cherubino Dora Komarek Barbarina Maria Kastl, Grete Zehetmayer Brautjungfern | Mariano Stabile Conte d'Almaviva Ezio Pinza Figaro William Wernigk Basilio Virgilio Lazzari Bartolo Viktor Madin Antonio Giuseppe Nessi Don Curzio |
| Euryanthe von Helmina von Chézy und Carl Maria von Weber – 18. und 25. August                 | | | |
| Wiener Philharmoniker Wiener Staatsopernchor Bruno Walter                                     | Lothar Wallerstein Clemens Holzmeister, Marielouise Luksch Margarete Wallmann, Willy Fränzl Choreographie | Maria Reining Euryanthe von Svoyen Kerstin Thorborg Eglantine von Puiset Dora Komarek Bertha                                                                                           | Herbert Alsen König Ludwig VI Karl Friedrich Adolar, Graf von Nevers Alexander Svéd Lysiart, Graf von Forest Eduard Fritsch Rudolf, ein Lehensmann |

Wiederaufnahmen
- Don Giovanni, Dir. Bruno Walter – 2., 13. und 28. August
- Elektra, Dir. Hans Knappertsbusch – 8. und 22. August
- Falstaff, Dir. Arturo Toscanini – 26. Juli, 9. und 23. August
- Fidelio, Dir. Arturo Toscanini – 24. und 26. August
- Die Meistersinger von Nürnberg, Dir. Arturo Toscanini – 5., 12. und 20. August
- Orfeo ed Euridice, Dir. Bruno Walter – 31. Juli und 14. August
- Der Rosenkavalier, Dir. Hans Knappertsbusch – 27. Juli, 6. und 24. August

## Quelle
- Josef Kaut: Die Salzburger Festspiele 1920-1981, Mit einem Verzeichnis der aufgeführten Werke und der Künstler des Theaters und der Musik von Hans Jaklitsch. Residenz Verlag, Salzburg 1982, ISBN 3-7017-0308-6.